# Tune Brothers
Die Tune Brothers (Markus Hägele und Matthias Kraus) sind deutsche House-Disc Jockeys und -Musikproduzenten.

## Werdegang
Die beiden DJs Markus Hägele und Matthias Kraus schlossen sich 1996 als Tune Brothers zusammen. Sie legten zum Beginn ihrer Karriere hauptsächlich in Clubs der Region Stuttgart auf, zunächst im „Climax“ und im „Haifischbecken“ in Stuttgart.
Dabei kreieren die Tune Brothers ein vielschichtiges House-Set von Vocal nach Electro, von „Deep“ nach „Tech“ bis hin zu minimaleren „Strahlern“. Im Jahre 2000 bekamen sie den Prinz Nightlife Award in der Kategorie „Bester DJ“ überreicht. Zeitgleich gründeten die Tune Brothers die multimediale Plattform Housesession, ein Netzwerk aus Plattenlabel, Radioshow und Eventveranstaltung. 
Es folgten Auftritte auf Festivals wie SonneMondSterne, Solar Dance/Sofia, Nature One, Love Parade und weitere „Gigs“ in internationalen House-Clubs.
Die Tune Brothers waren Residents im Münchner Hotspot Pacha, außerdem gehörten sie zum festen DJ-Pool der Kult-Partyreihe „In Bed With Space“ auf Ibiza. Die Tune Brothers spielten in Clubs wie dem Space, Amnesia oder Bora Bora. 
Parallel zu ihrer DJ-Karriere erarbeiteten sich die Tune Brothers mit dem Housesession Network über die letzte Dekade hinweg weltweite Reputation als Labelowner, Radiomacher, Produzenten und Remixer. 
Die Housesession Radioshow, die erstmals im Jahre 2000 auf dem Jugendradiosender Dasding gesendet wurde, wird heute auf 20 Stationen in acht Ländern (Deutschland, England, Spanien, Polen, Kanada, Belgien, Rumänien und Bulgarien) ausgestrahlt. In der Sendung sind Acts wie David Guetta, Deep Dish oder Bob Sinclar zu Gast. 
Housesession Records etablierte sich zur Mitte der 2000er Jahre dank der A&R-Tätigkeit der Tune Brothers. Neben Releases von Namen wie Armand van Helden, Michael Gray oder DJ Sneak, stößt man rund um den ganzen Globus auf neue Durchstarter wie Ian Carey, TV Rock, Micha Moor, John Dahlback oder Patric La Funk, die House einen neuen Kick geben. Housesession Records hat mit über 30 Releases seinen Teil dazu beigetragen, dass sich House ständig neu modifiziert und weiter entwickelt. 
Die meisten Housesession-Veröffentlichungen werden von Tune-Brothers-Remixen begleitet. Eindrücke einer Clubnacht und die langjährige DJ-Erfahrung der Tune Brothers fließen bei der Studioarbeit mit dem Produzenten Peter Hoff mit ein. Die Resultate müssen zwingend „Prime Time“-tauglich sein. 
Seit der Debütsingle „Mr. Roboto“ (2003) haben die Tune Brothers das Produzieren und Remixen stark in den Fokus gerückt. Nachfolgende Releases wie „Serenata“, „I Like It“, „Dirty, Nasty“ oder „Make Your Body Pop“, darunter auch Kooperation mit Tyree Cooper und MC Flipside, oder Remixe für Craig David, Crystal Method, Funkerman, Armand van Helden, John Dahlback, Eddie Thoneick, Michael Gray und DJ Sneak besetzen Top-Positionen in den internationalen Dance-Charts. 
Aufgrund der Dauerrotation in Sets von DJs wie David Guetta, Laidback Luke, DJ Chus, Markus Schulz, Aaron Ross, Syke’n’Sugarstarr und vielen mehr entwickelten sich die Tune Brothers Tracks zu weltweiten Club-Anthems. Unterstützung von Radioshows wie Defected Radio, Big City Beats, Fuck Me I´m Famous oder Sunshine Live beschleunigen diesen Prozess. 
Die musikalischen Phasen der Tune Brothers sind auf insgesamt 9 Mix-Compilations (oftmals Doppel-CDs) dokumentiert.

## Diskografie

### Singles
- Mr. Roboto (2004)
- Serenata (2005)
- I like it (2006)
- I see you watching (2007)
- Dirty Nasty (2008)
- Make your body pop (2008)
- Jack beat (2009)
- Finally 2009 (2009)
- Girlfriend (2009)
- I like it 2009 (2009)

### Mix-CDs
- Yes, it's a Housesession (2CDs) (2009)
- The sexergy tunes Promo-CD (2008)
- Housesession - 10th Anniversary (2CDs) (2007)
- This is our Housesession (2CDs) (2006)
- Es Paradis Ibiza, 30th Anniversary (2005)
- Our Rocky Horror Housesession Show (2004)
- Universal Language (2CDs) (2003)
- Live at Ibiza 2002 (2CDs) (2002)
- In the Mix Part 2 (2001)
- In the Mix (2000)

### Remixes
- "Self Control" - Patric la Funk feat. Janssen / Remix (Housesession)
- "Come together"The  - Peter Brown / Remix (Housesession)
- "Get Freaky" - Good Guys / Remix (Housesession)
- "Roller Coaster" - Michael Maze & Matt Devereaux / Remix (Housesession)
- "Malaika" - Steve Nash / Remix (Haiti Groove)
- "Nightflight" - Deejane Angel D / Remix (Pink Pirates)
- "Circle" - The Good Guys / Remix (G Fab)
- "Rapture" - Tiger & Dragon / Remix (G Fab)
- "Stadt" - Cassandra Steen & Adel Tawil / Remix (Universal)
- "Bones Theme" - Crystal Method / Remix (tbc.)
- "Walking away" - Craig David feat. Monrose / Remix (Warner)
- "Is this the groove" - Moris + Minor / Remix (Housesession)
- "South Beach" - Kid Chris / Remix (Open Bar)
- "You got to" - Beatthiefs feat. Shena / Remix (G Fab)
- "Set on the prize" - DJ  Ceeryl / Remix (Twist my DJ)
- "Shout to you" - Dub Deluxe / Remix (Lickin')
- "Land of Electro" - MC Flipside + Pete Saint / Remix (PBR)
- "Speed up" - Funkerman / Remix (Kontor)
- "Dance" - Giulia Siegel / Remix (Kontor)
- "Counting down the Days" - Sunfreakz / Remix (Alphabet City)
- "Crazy Sax" - Wawa / Remix (Housesession)
- "Rock da Floor" - Dub Deluxe / Remix (Lickin)
- "Boys & Girls" - Deepgroove / Remix (UMM)
- "Guitar Track" - Patric la Funk / Remix (Housesession Records)
- "We got Love" - Soul Flava feat. Katherine Ellis / Remix (Housesession Records)
- "Whatcha want" - Eddie Thoneick / Remix (Egoiste)
- "Nothing is for real" - John Dahlbäck feat. Erika Gellermark / Remix (Housesession Records)
- "You never know" - Patric la Funk / Remix (Opaque)
- "Dance 2 Disco" - Hugh Heffner / Remix (Housesession Records)
- "Funky Rhythm" - DJ Sneak / Remix(Housesession Records)
- "Sex on Sax" - Dub Deluxe / Remix (Housesession Records)
- "Whatcha gonna do" - Michael Gray pres. Hi Fashion / Remix (Housesession Records) - March 2005
- "Can you feel it" - Jean Roch / Remix (Warner Music)
- "La Realite" - Amadou & Mariam / Remix (Warner Music)
- "Bittersweet Melody" - Gaudino feat. Ultra Nate / Remix (Housesession Records) - February 2005
- "Can't stop" - Syke'n'Sugarstarr feat. Mel Canady / Remix (Egoiste) - January 2005
- "Perfect Love" - Timo di Roy / Remix (Ministry of Sound) - January 2005
- "Everytime I Feel it" - Armand van Helden / Remix (Housesession Records) - December 2004
- "You're Losing me" - The Beginerz / Remix (Housesession Records) - May 2004
- "Let Me Be" - Morris T. & Fjrmo feat. Barbara Tucker / Remix (Housesession Records) - July 2003
- "Message in the Music" - Marc Kulak / Remix (Housesession Records) - January 2002
- "Mas y Mas" - Mantira / Remix (Housesession Records) - September 2001
- "Hands" - Marc Kulak / Remix (Housesession Records) - May 2001
- "Reach For The Sky" - Lenny Fontana feat. Angie Blake / Remix
- "Left with Nothing" - David Walker / Remix (Almost Heaven) - June 2000
- "U don't know" - Pushers & Pimps / Remix (Waako Records / New York) - October 1999